# Österreichische Poolbillard-Meisterschaft
Die österreichische Poolbillard-Meisterschaft ist ein jährlich ausgetragenes Poolbillardturnier, bei dem die nationalen Meister der Herren, Damen und Senioren in den Disziplinen 8-Ball, 9-Ball, 10-Ball und 14/1 endlos ermittelt werden.
Erstmals fand die österreichische Poolbillard-Meisterschaft 1981 statt, wobei lediglich die Titel im 14/1 endlos und im 8-Ball der Herren ausgespielt wurden. 1983 kamen die 8-Ball-Wettbewerbe der Damen und der Senioren hinzu, zwei Jahre später der 9-Ball-Wettbewerb der Herren. Bei den Damen werden seit 1987 die Titel im 14/1 endlos sowie im 9-Ball vergeben, bei den Senioren seit 1990 (9-Ball) beziehungsweise 1994 (14/1 endlos). 2010 kamen bei den Herren sowie den Damen die Disziplin 10-Ball hinzu, 2011 bei den Senioren.

## Österreichische Meister

### Herren
| Jahr | 14/1 endlos          | 8-Ball               | 9-Ball               | 10-Ball            |
| ---- | -------------------- | -------------------- | -------------------- | ------------------ |
| 1981 | Josef Breid          | Peter Maziborsky     | nicht ausgetragen    | nicht ausgetragen  |
| 1982 | Siegfried Brommer    | Florian Antonitsch   | nicht ausgetragen    | nicht ausgetragen  |
| 1983 | Karl Hanscho         | Egon Puntigam        | nicht ausgetragen    | nicht ausgetragen  |
| 1984 | Karl Hanscho         | Valentin Hobel       | nicht ausgetragen    | nicht ausgetragen  |
| 1985 | Karl Hanscho         | Hans Schernthaner    | Albin Ouschan senior | nicht ausgetragen  |
| 1986 | Albert Schwarz       | Hans Schernthaner    | Josef Ouschan        | nicht ausgetragen  |
| 1987 | Albin Ouschan senior | Albin Ouschan senior | Reinhard Pfisterer   | nicht ausgetragen  |
| 1988 | Reinhard Pfisterer   | Albin Ouschan senior | Hans Schernthaner    | nicht ausgetragen  |
| 1989 | Thomas Sereinigg     | Werner Duregger      | Werner Duregger      | nicht ausgetragen  |
| 1990 | Albert Schwarz       | Werner Duregger      | Arno Dohr            | nicht ausgetragen  |
| 1991 | Werner Duregger      | Werner Duregger      | Raimund Gneist       | nicht ausgetragen  |
| 1992 | Albert Schwarz       | Michael Hocheder     | Alexander Wanner     | nicht ausgetragen  |
| 1993 | Alexander Wanner     | Werner Duregger      | Werner Duregger      | nicht ausgetragen  |
| 1994 | Michael Schwendinger | Elmar Constantini    | Elmar Constantini    | nicht ausgetragen  |
| 1995 | Thomas Juric         | Michael Schwendinger | Michael Schwendinger | nicht ausgetragen  |
| 1996 | Karl Hanscho         | Thomas Juric         | Karl Hanscho         | nicht ausgetragen  |
| 1997 | Alexander Wanner     | Alexander Wanner     | Karl Hanscho         | nicht ausgetragen  |
| 1998 | Karl Hanscho         | Alexander Markut     | Andreas Rindler      | nicht ausgetragen  |
| 1999 | Karl Hanscho         | Nedeljko Stevanovic  | Karl Hanscho         | nicht ausgetragen  |
| 2000 | Martin Kempter       | Robert Pleiner       | Robert Pleiner       | nicht ausgetragen  |
| 2001 | Michael Felder       | Franz Heiss          | Robert Pleiner       | nicht ausgetragen  |
| 2002 | Michael Felder       | Martin Kempter       | Andreas Brandl       | nicht ausgetragen  |
| 2003 | nicht ausgetragen    | Martin Kempter       | Erich Gruber         | nicht ausgetragen  |
| 2004 | Andreas Himmelbauer  | Andreas Österle      | Albin Ouschan junior | nicht ausgetragen  |
| 2005 | Albin Ouschan junior | Albin Ouschan junior | Cetin Aslan          | nicht ausgetragen  |
| 2006 | Albin Ouschan junior | Albin Ouschan junior | Albin Ouschan junior | nicht ausgetragen  |
| 2007 | Cetin Aslan          | Cetin Aslan          | Albin Ouschan junior | nicht ausgetragen  |
| 2008 | Maximilian Lechner   | Maximilian Lechner   | Albin Ouschan junior | nicht ausgetragen  |
| 2009 | Maximilian Lechner   | Maximilian Lechner   | Albin Ouschan junior | nicht ausgetragen  |
| 2010 | Albin Ouschan junior | Mario He             | Maximilian Lechner   | Maximilian Lechner |
| 2011 | Albin Ouschan junior | Mario He             | Maximilian Lechner   | Mario He           |
| 2012 | Jürgen Jenisy        | Jürgen Jenisy        | Erich Gruber         | Jürgen Jenisy      |
| 2013 | Mario He             | Mario He             | Rene Sommeregger     | Mario He           |
| 2014 | Rene Sommeregger     | Mario He             | Mario He             | Jürgen Jenisy      |
| 2015 | Mario He             | Jürgen Jenisy        | Mario He             | Mario He           |
| 2016 | Michael Felder       | Jürgen Jenisy        | Maximilian Lechner   | Jürgen Jenisy      |

#### Rangliste
| #  | Spieler              | 14/1 | 8-Ball | 9-Ball | 10-Ball | Gesamt |
| -- | -------------------- | ---- | ------ | ------ | ------- | ------ |
| 1  | Albin Ouschan junior | 4    | 2      | 5      | 0       | 11     |
| 1  | Mario He             | 2    | 4      | 2      | 3       | 11     |
| 3  | Karl Hanscho         | 6    | 0      | 3      | 0       | 9      |
| 4  | Maximilian Lechner   | 2    | 2      | 3      | 1       | 8      |
| 5  | Werner Duregger      | 1    | 4      | 2      | 0       | 7      |
| 5  | Jürgen Jenisy        | 1    | 3      | 0      | 3       | 7      |
| 7  | Alexander Wanner     | 2    | 1      | 1      | 0       | 4      |
| 7  | Albin Ouschan senior | 1    | 2      | 1      | 0       | 4      |
| 9  | Albert Schwarz       | 3    | 0      | 0      | 0       | 3      |
| 9  | Michael Felder       | 3    | 0      | 0      | 0       | 3      |
| 9  | Martin Kempter       | 1    | 2      | 0      | 0       | 3      |
| 9  | Cetin Aslan          | 1    | 1      | 1      | 0       | 3      |
| 9  | Michael Schwendinger | 1    | 1      | 1      | 0       | 3      |
| 9  | Hans Schernthaner    | 0    | 2      | 1      | 0       | 3      |
| 9  | Robert Pleiner       | 0    | 1      | 2      | 0       | 3      |
| 16 | Thomas Juric         | 1    | 1      | 0      | 0       | 2      |
| 16 | Reinhard Pfisterer   | 1    | 0      | 1      | 0       | 2      |
| 16 | Rene Sommeregger     | 1    | 0      | 1      | 0       | 2      |
| 16 | Elmar Constantini    | 0    | 1      | 1      | 0       | 2      |
| 16 | Erich Gruber         | 0    | 0      | 2      | 0       | 2      |

### Damen
| Jahr | 14/1 endlos           | 8-Ball                | 9-Ball                | 10-Ball             |
| ---- | --------------------- | --------------------- | --------------------- | ------------------- |
| 1983 | nicht ausgetragen     | Elisabeth Leschanz    | nicht ausgetragen     | nicht ausgetragen   |
| 1984 | nicht ausgetragen     | Rosmarie Antonitsch   | nicht ausgetragen     | nicht ausgetragen   |
| 1985 | nicht ausgetragen     | Marion Mayr           | nicht ausgetragen     | nicht ausgetragen   |
| 1986 | nicht ausgetragen     | Brigitte Hörbiger     | nicht ausgetragen     | nicht ausgetragen   |
| 1987 | Sylvia Hutter         | Gerda Hofstätter      | Andrea Sager          | nicht ausgetragen   |
| 1988 | Brigitte Hörbiger     | Gerda Hofstätter      | Gerda Hofstätter      | nicht ausgetragen   |
| 1989 | Gerda Hofstätter      | Gerda Hofstätter      | Gerda Hofstätter      | nicht ausgetragen   |
| 1990 | Gerda Hofstätter      | Gerda Hofstätter      | Gerda Hofstätter      | nicht ausgetragen   |
| 1991 | Gerda Hofstätter      | Gerda Hofstätter      | Gerda Hofstätter      | nicht ausgetragen   |
| 1992 | Marion Dressel        | Claudia Hechenbichler | Claudia Hechenbichler | nicht ausgetragen   |
| 1993 | Brigitte Sperger      | Claudia Hechenbichler | Brigitte Sperger      | nicht ausgetragen   |
| 1994 | Gerda Hofstätter      | Gerda Hofstätter      | Gerda Hofstätter      | nicht ausgetragen   |
| 1995 | Claudia Hechenbichler | Claudia Hechenbichler | Astrid Wagner         | nicht ausgetragen   |
| 1996 | Claudia Hechenbichler | Isabella Kolowratek   | Marion Dressel        | nicht ausgetragen   |
| 1997 | Claudia Hechenbichler | Gudrun Meierschitz    | Marion Dressel        | nicht ausgetragen   |
| 1998 | Marion Dressel        | Marion Dressel        | Marion Dressel        | nicht ausgetragen   |
| 1999 | Marion Dressel        | Claudia Hechenbichler | Marion Dressel        | nicht ausgetragen   |
| 2000 | Jasmin Ouschan        | Jasmin Ouschan        | Marion Dressel        | nicht ausgetragen   |
| 2001 | Jasmin Ouschan        | Claudia Hechenbichler | Jasmin Ouschan        | nicht ausgetragen   |
| 2002 | Jasmin Ouschan        | Jasmin Ouschan        | Jasmin Ouschan        | nicht ausgetragen   |
| 2003 | Jasmin Ouschan        | Jasmin Ouschan        | Jasmin Ouschan        | nicht ausgetragen   |
| 2004 | Jasmin Ouschan        | Jasmin Ouschan        | Jasmin Ouschan        | nicht ausgetragen   |
| 2005 | Jasmin Ouschan        | Sabrina Naverschnig   | Jasmin Ouschan        | nicht ausgetragen   |
| 2006 | Jasmin Ouschan        | Jasmin Ouschan        | Jasmin Ouschan        | nicht ausgetragen   |
| 2007 | Sandra Baumgartner    | Christina Drexel      | Sabrina Naverschnig   | nicht ausgetragen   |
| 2008 | Sabrina Naverschnig   | Sandra Baumgartner    | Sabrina Naverschnig   | nicht ausgetragen   |
| 2009 | Sabrina Naverschnig   | Sabrina Naverschnig   | Petra Stadlbauer      | nicht ausgetragen   |
| 2010 | Petra Stadlbauer      | Sabrina Naverschnig   | Sabrina Naverschnig   | Sabrina Naverschnig |
| 2011 | Petra Stadlbauer      | Sandra Baumgartner    | Petra Stadlbauer      | Sandra Baumgartner  |
| 2012 | Silvia Imre           | Sandra Baumgartner    | Sabrina Hammerlindl   | Sandra Baumgartner  |
| 2013 | Sandra Baumgartner    | Sandra Baumgartner    | Eva Hauer             | Sabrina Hammerlindl |
| 2014 | Sandra Baumgartner    | Sandra Baumgartner    | Marion Meckmann       | Sandra Baumgartner  |
| 2015 | Petra Stadlbauer      | Sandra Baumgartner    | Sabrina Naverschnig   | Petra Stadlbauer    |
| 2016 | Petra Stadlbauer      | Petra Stadlbauer      | Petra Stadlbauer      | Petra Stadlbauer    |

#### Rangliste
| # | Spielerin             | 14/1 | 8-Ball | 9-Ball | 10-Ball | Gesamt |
| - | --------------------- | ---- | ------ | ------ | ------- | ------ |
| 1 | Jasmin Ouschan        | 7    | 5      | 6      | 0       | 18     |
| 2 | Gerda Hofstätter      | 4    | 6      | 5      | 0       | 15     |
| 3 | Sandra Baumgartner    | 3    | 6      | 0      | 3       | 12     |
| 4 | Petra Stadlbauer      | 4    | 1      | 3      | 2       | 10     |
| 4 | Sabrina Naverschnig   | 2    | 3      | 4      | 1       | 10     |
| 6 | Claudia Hechenbichler | 3    | 5      | 1      | 0       | 9      |
| 6 | Marion Dressel        | 3    | 1      | 5      | 0       | 9      |
| 8 | Brigitte Hörbiger     | 1    | 1      | 0      | 0       | 2      |
| 8 | Brigitte Sperger      | 1    | 0      | 1      | 0       | 2      |
| 8 | Sabrina Hammerlindl   | 0    | 0      | 1      | 1       | 2      |

### Senioren
| Jahr | 14/1 endlos         | 8-Ball              | 9-Ball              | 10-Ball             |
| ---- | ------------------- | ------------------- | ------------------- | ------------------- |
| 1983 | nicht ausgetragen   | Hans Stern          | nicht ausgetragen   | nicht ausgetragen   |
| 1984 | nicht ausgetragen   | Hans Stern          | nicht ausgetragen   | nicht ausgetragen   |
| 1985 | nicht ausgetragen   | Alfred Gassinger    | nicht ausgetragen   | nicht ausgetragen   |
| 1986 | nicht ausgetragen   | Fritz Reich         | nicht ausgetragen   | nicht ausgetragen   |
| 1987 | nicht ausgetragen   | Fritz Reich         | nicht ausgetragen   | nicht ausgetragen   |
| 1988 | nicht ausgetragen   | Hans Kollmann       | nicht ausgetragen   | nicht ausgetragen   |
| 1989 | nicht ausgetragen   | Rudolf Mayr         | nicht ausgetragen   | nicht ausgetragen   |
| 1990 | nicht ausgetragen   | Rudolf Mayr         | Kurt Schaus         | nicht ausgetragen   |
| 1991 | nicht ausgetragen   | Rudolf Mayr         | Kurt Schaus         | nicht ausgetragen   |
| 1992 | nicht ausgetragen   | Rudolf Mayr         | Franz Machreich     | nicht ausgetragen   |
| 1993 | nicht ausgetragen   | Wilfried Strötges   | Wilfried Strötges   | nicht ausgetragen   |
| 1994 | Karl Breburda       | Leo Täubl           | Fritz Perina        | nicht ausgetragen   |
| 1995 | Michael Snaritsch   | Wilfried Strötges   | Leo Täubl           | nicht ausgetragen   |
| 1996 | Michael Snaritsch   | Wilfried Strötges   | Michael Snaritsch   | nicht ausgetragen   |
| 1997 | Kurt Schaus         | Wilfried Strötges   | Wilfried Strötges   | nicht ausgetragen   |
| 1998 | Siegfried Brommer   | Arno Malle          | Martin Zautner      | nicht ausgetragen   |
| 1999 | Wilfried Strötges   | Wilfried Strötges   | Wilfried Strötges   | nicht ausgetragen   |
| 2000 | Albert Schwarz      | Albert Schwarz      | Arno Malle          | nicht ausgetragen   |
| 2001 | Wilfried Strötges   | Wilfried Strötges   | Wilfried Strötges   | nicht ausgetragen   |
| 2002 | Karl Hanscho        | Karl Hanscho        | Karl Hanscho        | nicht ausgetragen   |
| 2003 | Christian Ederl     | Wilfried Strötges   | Christian Ederl     | nicht ausgetragen   |
| 2004 | Alfred Kantor       | Johann Wallner      | Christian Ederl     | nicht ausgetragen   |
| 2005 | Alfred Kantor       | Wilfried Strötges   | Christian Ederl     | nicht ausgetragen   |
| 2006 | Karl Hanscho        | Karl Hanscho        | Karl Hanscho        | nicht ausgetragen   |
| 2007 | Karl Hanscho        | Karl Hanscho        | Karl Hanscho        | nicht ausgetragen   |
| 2008 | Karl Hanscho        | Karl Hanscho        | Karl Hanscho        | nicht ausgetragen   |
| 2009 | Karl Hanscho        | Christian Ederl     | Stanislaw Kret      | nicht ausgetragen   |
| 2010 | Karl Hanscho        | Karl Hanscho        | Karl Hanscho        | nicht ausgetragen   |
| 2011 | Erich Matheis       | Michael Matzke      | Michael Matzke      | Johann Wallner      |
| 2012 | Walter Staudinger   | Stanislaw Kret      | Johann Schernthaner | Johann Schernthaner |
| 2013 | Johann Schernthaner | Johann Schernthaner | Günter Würtl        | Christian Ederl     |
| 2014 | Johann Schernthaner | Reinhard Pfisterer  | Christian Reiter    | Thomas Radakovits   |
| 2015 | Johann Wallner      | Andreas Schmedler   | Elmar Constantini   | Thomas Radakovits   |
| 2016 | Johann Schernthaner | Johann Schernthaner | Christian Reiter    | Thomas Radakovits   |

#### Rangliste
| # | Spieler             | 14/1 | 8-Ball | 9-Ball | 10-Ball | Gesamt |
| - | ------------------- | ---- | ------ | ------ | ------- | ------ |
| 1 | Karl Hanscho        | 6    | 5      | 5      | 0       | 16     |
| 2 | Wilfried Strötges   | 2    | 8      | 4      | 0       | 14     |
| 3 | Johann Schernthaner | 3    | 2      | 1      | 1       | 7      |
| 4 | Christian Ederl     | 1    | 1      | 3      | 1       | 6      |
| 5 | Rudolf Mayr         | 0    | 4      | 0      | 0       | 4      |
| 6 | Michael Snaritsch   | 2    | 0      | 1      | 0       | 3      |
| 6 | Johann Wallner      | 1    | 1      | 0      | 1       | 3      |
| 6 | Kurt Schaus         | 1    | 0      | 2      | 0       | 3      |
| 6 | Thomas Radakovits   | 0    | 0      | 0      | 3       | 3      |
| 8 | Alfred Kantor       | 2    | 0      | 0      | 0       | 2      |
| 8 | Albert Schwarz      | 1    | 1      | 0      | 0       | 2      |
| 8 | Fritz Reich         | 0    | 2      | 0      | 0       | 2      |
| 8 | Hans Stern          | 0    | 2      | 0      | 0       | 2      |
| 8 | Stanislaw Kret      | 0    | 1      | 1      | 0       | 2      |
| 8 | Arno Malle          | 0    | 1      | 1      | 0       | 2      |
| 8 | Michael Matzke      | 0    | 1      | 1      | 0       | 2      |
| 8 | Leo Täubl           | 0    | 1      | 1      | 0       | 2      |
| 8 | Christian Reiter    | 0    | 0      | 2      | 0       | 2      |